# جوانا فلافيانو
جوانا فلافيانو (بالإسبانية: Joana Flaviano)‏ هي لاعبة كرة قدم إسبانية تلعب في مركز خط الوسط، تلعب حاليا لنادي أتلتيك بيلباو في دوري الدرجة الأولى الإسباني.
شاركت في بطولة كأس الأمم الأوروبية تحت 19 عام في عامي 2007 و2008.

## روابط خارجية
- جوانا فلافيانو على موقع الاتحاد الأوربي (الإنجليزية)
- جوانا فلافيانو على موقع قاعدة بيانات كرة القدم.إي يو (الإنجليزية)
- جوانا فلافيانو على موقع قاعدة بيانات كرة القدم.إي يو (الإنجليزية)
- جوانا فلافيانو على موقع Soccerway.com (الإنجليزية)